# Helle (Bad Zwischenahn)
Helle ist ein Ortsteil der Gemeinde Bad Zwischenahn im niedersächsischen Landkreis Ammerland und befindet sich nördlich des Zwischenahner Meeres. Neben Helle selbst umfasst die Bauerschaft noch die Dörfer Dreibergen, Meyerhausen, Kreyenkamp und Hellermoor.

## Geografie
Helle bedeutet so viel wie Höheres Land. Bis in die heutige Zeit wird das Landschaftsbild überwiegend von landwirtschaftlich genutzten Flächen und Baumschulen bestimmt.
Helle grenzt im Westen an Elmendorf, nordwestlich an Groß-Garnholt, einen Stadtteil der Kreisstadt Westerstede, im Nordosten an Wiefelstede, im Osten an dessen Ortsteil Gristede und südöstlich an Aschhausen. Südlich wird Helle vom Zwischenahner Meer begrenzt.

## Geschichte

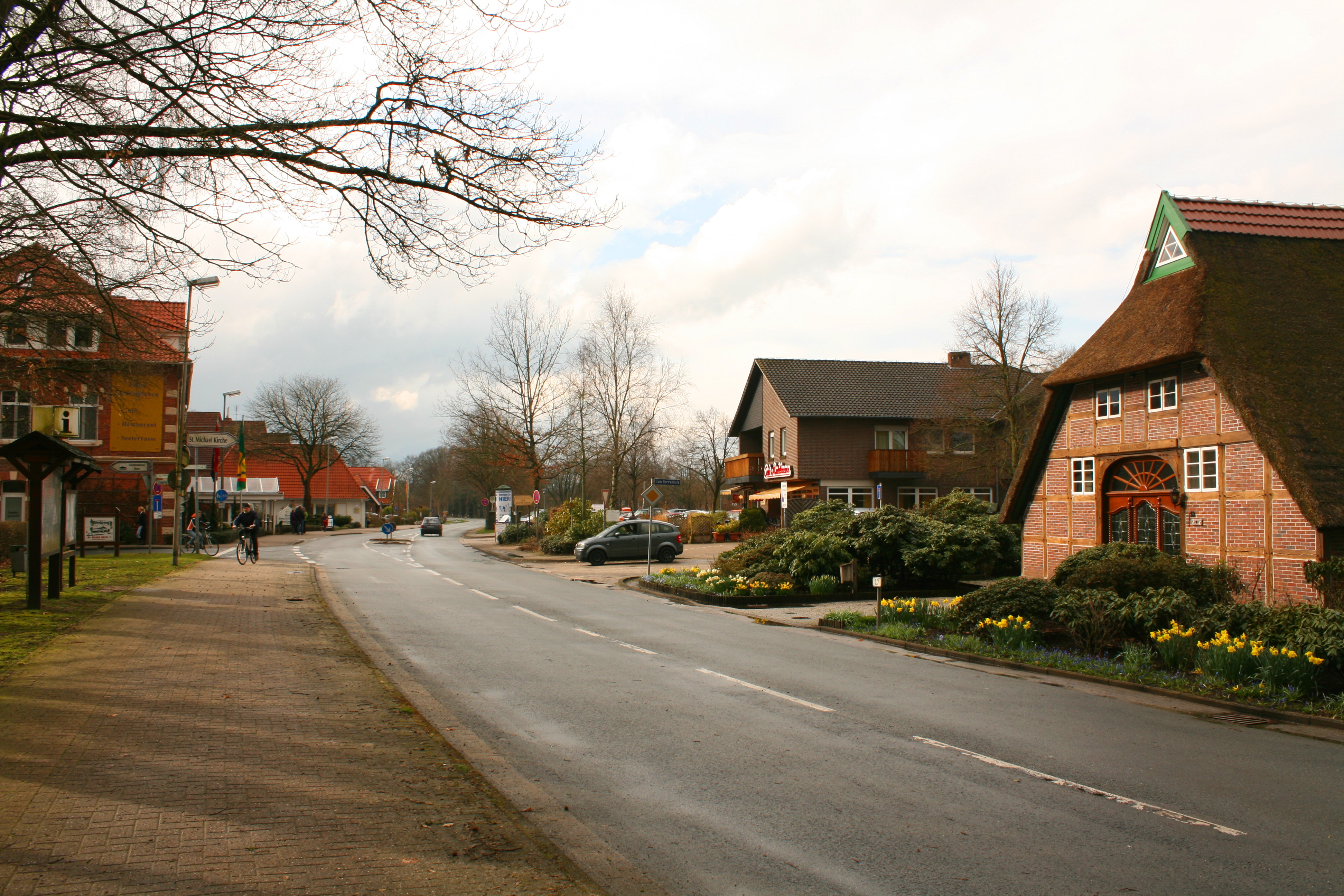
Dreibergen

Die Rasteder Chronik (eine im Kloster Rastede verfasste Chronik) erwähnt Helle das erste Mal 1134 bei der Einweihung der Burg Elmendorf im heutigen Dreibergen. Dreibergen hat seinen Namen aufgrund dreier künstlich aufgeschütteten Hügel erhalten, die das Fundament der ehemaligen Burg Elmendorf bildeten, einer Dreihügelburg. Zwei der Hügel waren Motten und beherbergten hölzerne Wohntürme, der dritte Hügel (die Vorburg) war für die Hütten des Gesindes angelegt. Das gesamte Areal steht seit 1943 unter Naturschutz.
Gegenüber dieser Burg befand sich die Kirche, die etwa 1124 zu Zeiten des Grafen Egilmar II. erbaut wurde und St. Bartholomäus geweiht war. Im 15. Jahrhundert wurde sie abgebrochen. Der Sage nach wurden die Ziegel zur Erweiterung der Kirche in Zwischenahn verwendet. Einstmals lautete der Name der Ortschaft Altenkirchen, der heute lediglich als Flur- bzw. Straßenname erhalten blieb.
Direkt neben Dreibergen liegt Meyerhausen. Der Name leitet sich von einem Meierhof ab, den die Ritter von Elmendorf hier gegründet hatten und der 1331 in einem Vertrag zwischen dem Ritter Dietrich von Elmendorf und den Grafen von Oldenburg in oldenburgischem Besitz überging. Nördlich an Meyerhausen grenzt Kreyenkamp an, das auch heute noch dünn besiedelt ist. In dieser Gegend muss auch die alte Ortschaft Loye (ursprünglich: Loie) gelegen haben, die heute nicht mehr existiert. Weiter nördlich gelangt man in das Hellermoor, das den Heller Bauern bis Anfang des 19. Jahrhunderts zum Torfstechen diente. Auch heute ist das Hellermoor nicht besonders stark besiedelt.

## Verkehr
Helle wird zwar im Norden von der Autobahn 28 durchquert, ist aber nicht direkt an diese angebunden. Die nächsten Anschlussstellen sind westlich Bad Zwischenahn West und östlich Zwischenahner Meer. Eine Linie des Weser-Ems Bus sorgt für die Anbindung Helles an den ÖPNV.

## Söhne und Töchter (Auswahl)
- Johann Roggemann  (1900–1981), Politiker (NSDAP)